# Werner-Verlag

Verlagsschild des Werner-Verlages in Düsseldorf

Der Werner Verlag (Verlagsnummer 8041) ist ein Baufachverlag in Deutschland. Im Zentrum der Arbeit des Verlages stehen Veröffentlichungen zum Bauingenieurwesen und zum Baurecht, Vergaberecht und Mietrecht (z. B. „Der Bauprozess“ von Werner/Pastor, der VOB-Kommentar von Ingenstau/Korbion, die Monatszeitschriften „baurecht“ (BauR), „Vergaberecht“ (VergabeR), „Bauwirtschaft“ (BauW) oder die „Zeitschrift für Miet- und Raumrecht“ (ZMR)).
Gegründet wurde der Verlag am 6. November 1945 als Fritz A. H. Werner oHG (seit 1. Januar 1948 Werner Verlag GmbH) in Düsseldorf. Das Ziel der Verlagsgründung war die verlegerische Betreuung bautechnischer, bauwirtschaftlicher und baurechtlicher Publikationen. So entstand über die Jahrzehnte ein umfangreiches Medienangebot mit Zeitschriften, Büchern, Loseblattwerken und elektronischen Medien für Bauingenieure, Architekten, Bauunternehmen sowie Rechtsanwälten und juristischen Entscheidungsträgern in öffentlicher Verwaltung und Bauwirtschaft. Eine Ausweitung des Verlagsprogramms erfolgte später u. a. durch miet- und verkehrsrechtliche Veröffentlichungen. Zurzeit führt der Verlag etwa 290 lieferbare Bücher in seinem Programm. Im Kalenderjahr werden etwa 40 Neuerscheinungen und Neuauflagen herausgebracht.
Das Signet des Werner Verlags wurde von 1976 bis 14. Mai 2007 geführt und von dem Grafiker Miroslav Trlica entworfen.
1994 wurde der Werner Verlag in Düsseldorf vom Luchterhand Fachverlag in Neuwied übernommen, der wiederum zu Wolters Kluwer in Amsterdam (einer der größten Fachbuchverlage weltweit) gehört. Siehe auch Liste von Verlagen. Am 19. November 2002 wurde die Werner Verlag GmbH aus dem Handelsregister gelöscht, so dass der Werner Verlag als selbständiger Verlag verschwand und nur noch als Marke von Wolters Kluwer Deutschland existierte. Am 30. November 2004 wurde der Standort des Werner Verlags, 59 Jahre und 24 Tage nach seiner Gründung, in Düsseldorf geschlossen und nach Neuwied verlegt. Seit 2007 befindet sich der Standort von Wolters Kluwer Deutschland GmbH, Verlagsgruppe Recht (Verlage Carl Heymanns, Luchterhand und Werner) in Köln. Vom 15. Mai an führt der Werner Verlag das Signet von Wolters Kluwer.
Die bautechnischen Werke (z. B. Frommhold/Hasenjäger, Wohnungsbau-Normen; Schneider, Bautabellen für Ingenieure und für Architekten; Wommelsdorff/Albert, Stahlbeton Teil 1/2) wurden am 31. Dezember 2014 an den Bundesanzeiger Verlag verkauft.